# The Clearing
The Clearing est une série télévisée australienne réalisée par Jeffrey Walker et Gracie Otto, diffusée depuis le 24 mai 2023 sur Disney+ et Hulu.
Il s'agit de l'adaptation du roman In the Clearing de l'auteur néo-zélandais J.P. Pomare, publié en 2019. Le roman est lui même inspiré de l'histoire vraie de la secte australienne La Famille, fondée par Anne Hamilton-Byrne,.

## Synopsis
Une petite fille, Sara, est enlevée par une secte de manipulateurs sadiques pour vivre auprès des « enfants » de leur gourou qui se fait appeler Maitreya.
Des années plus tard, l'une des enfants de la secte, Freya, est elle-même devenue mère de famille, mais le mystère demeure sur ce que la secte a fait du corps de la petite Sara.

## Distribution
- Teresa Palmer : Freya Heywood
- Miranda Otto : Adrienne Beaufort / Maitreya
- Guy Pearce : Dr. Bryce Latham
- Erroll Shand : Henrik Wilczek
- Hazem Shammas (en) : Détective Yusuf « Joe » Saad
- Kate Mulvany : Tamsyn Latham
- Xavier Samuel : Colin Garrison
- Anna Lise Phillips (en) : Hannah Wilczek
- Mark Coles Smith : Wayne Dhurrkay
- Billy Heywood : Billy
- Doris Younane : Christine
- Ras-Samuel Welda'abzgi : Mohamed « Mo »

### Les enfants des Kindred
- Julia Savage (en) : Amy Beaufort
- Jeremy Blewitt : Anton
- Chase Smith-Wood : Andrew
- Theo Settle : Adam
- Paityn Batchelor : Alisha
- Sebastian Sero : Aaron
- Audrey O'Sullivan : Annabelle
- Sebastian Holahan : Alistair
- Savannah Farrugia : Abigail
- Cassie Robb : Angela
- Theo Settle : Adam
- Lily LaTorre : Sara / Asha

## Épisodes
1. La saison du développement (The Season of Unfoldment)
2. Les Kindred (Kindred)
3. Les enfants qui souffrent (Suffer the Little Children)
4. Les enfants retrouvés (The Foundlings)
5. Maitraya (Maitraya)
6. Le joueur de flûte (The Pied Piper)
7. Ça va passer (This Too Shall Pass)
8. L'île (Island)